# Classe Malioutka
Les sous-marins de classe Malioutka (en russe: Малютка, « bébé ») ou de classe M étaient une classe de petits sous-marins à coque simple ou 1½ coque construits en Union soviétique et utilisés pendant la Seconde Guerre mondiale. Les sous-marins ont été construits en sections afin qu'ils puissent facilement être transportés par chemin de fer. La production a été concentrée à l'Usine n°112 Krasnoïé Sormovo de Gorky sur la Volga, après quoi les sections ont été transportées par chemin de fer jusqu'à Leningrad pour assemblage et équipement. Ce fut la première utilisation du soudage sur les sous-marins soviétiques. 153 sous-marins de type M ont été construits, dont 78 avant la guerre, 22 pendant la guerre et 53 de la "série XV" après la guerre.

## Conception
Au début des années 1930, le gouvernement soviétique a décidé de créer et de renforcer la flotte du Pacifique. En relation avec les difficultés survenant lors du transport des navires (bateaux des classes Shchuka et Leninets ) par chemin de fer sous forme démontée et leur assemblage ultérieur, il a été décidé de concevoir une classe de petits sous-marins qui s'intégreraient dans le gabarit ferroviaire, ce qui leur permettrait d'être librement transportés par chemin de fer.
Le développement du projet a été réalisé par A.N. Asafov, ingénieur du Bureau technique no 4 , qui avait précédemment développé les sous-marins de la série IV Pravda. La conception était basée sur le sous-marin Lamprey (en) de 1908, qui a un déplacement d'environ 120 tonnes.
Le 20 mars 1932, le Conseil militaire révolutionnaire de l'URSS approuva le projet d'un petit sous-marin de la série VI, appelé "Malioutka".

### Série VI
Caractéristiques techniques :

Série VI

- Déplacement : 158 t en surface et 198 t en plongée
- Longueur : 37,50 m
- Largeur : 3,10 m
- Tirant d'eau : 2,60 m
- Puissance : 685 cv (diesel) et 235 cv (électrique)
- Vitesse : 13,1 nœuds (24 km/h) en surface et 7,4 en plongée (14 km/h)
- Autonomie : 10 jours

30 unités de "série VI"  ont été construites entre 1932 et 1934 (M-1 à M-28, M-51 et M-52). Le bateau de tête du projet a été posé le 29 août 1932. Les 28 premières unités sont devenues une partie de la flotte du Pacifique et ont été envoyés en Extrême-Orient entre le 1er décembre 1933 et le 30 novembre 1934. Les deux derniers bateaux de la série sont restés dans la flotte de la mer Noire pour former les sous-mariniers.
Les coques des bateaux ont été rendues rivetées, malgré la proposition de A.N. Asafov d'utiliser le soudage électrique. Les bateaux ont montré une vitesse inférieure à la vitesse de conception (environ 5 nœuds), le temps de plongée était d'environ 80 secondes, ce qui était plus que celui des bateaux d'autres classes, et une navigabilité insuffisante. Pour améliorer les caractéristiques du bateau, une commission spéciale a été créée qui a examiné le bateau de tête du projet et a proposé un certain nombre de modifications de conception, en particulier, la proposition a été faite de rendre la coque soudée, des modifications ont été apportées au système de remplissage des ballasts, les contours de la poupe ont été modifiés. Les derniers bateaux de la série ont été construits en tenant compte des propositions de la commission, ce qui a permis d'augmenter la vitesse du bateau aux valeurs de conception et d'améliorer le temps de plongée d'une fois et demie.

### Série VI-bis
Caractéristiques techniques :

Série VI-bis

- Déplacement : 161 t en surface et 201 t en plongée
- Longueur : 37,50 m
- Largeur : 3,10 m
- Tirant d'eau : 2,60 m
- Puissance : 685 cv (diesel) et 235 cv (électrique)
- Vitesse : 13,1 nœuds (24 km/h) en surface et 7,4 en plongée (14 km/h)
- Autonomie : 10 jours

Le 13 août 1933, il fut décidé de construire vingt autres unités de "série VI-bis"  selon un design amélioré (M-53 à M-56, M-71 à M-82). Les bateaux ont reçu un système de plongée rapide, une commande électrique des gouvernails horizontaux avant, une hélice améliorée et un contour arrière modifié. La vitesse des bateaux a été augmentée mais l'autonomie est resté de dix jours. Tous les bateaux de la série VI-bis sont entrés en service en novembre 1934.
Douze unités étaient dans la flotte de la Baltique, six dans la flotte du Pacifique et deux dans la flotte de la mer Noire .

### Série XII (projet 40)
Caractéristiques techniques :

Série XII

- Déplacement : 206 t en surface et 256 t en plongée
- Longueur : 37,50 m
- Largeur : 3,30 m
- Tirant d'eau : 2,90 m
- Puissance : 800 cv (diesel) et 400 cv (électrique)
- Vitesse : 14,1 nœuds (26 km/h) en surface et 8,2 en plongée (15 km/h)
- Autonomie : 10/15 jours

P.I Serdyuk. est devenu le concepteur du nouveau projet de la "série XII" . La série comprenait 46 bateaux (M-30 à M-36, M-57 à M-63, M-90 à M-108, M-111 à M-122, M-171 à M-175).
Vingt-huit d'entre eux sont entrés en service avant la guerre. La flotte de la Baltique a reçu neuf unités, la mer Noire dix unités, le nord six unités et le Pacifique trois unités. Dix-huit autres sous-marins ont été transférés à la flotte pendant les années de guerre.

### Série XV (Projet 96)
Caractéristiques techniques :

Série XV

- Déplacement : 281 t en surface et 351 t en plongée
- Longueur : 50,00 m
- Largeur : 4,90 m
- Tirant d'eau : 2,90 m
- Vitesse : 15 nœuds (28 km/h) en surface et 10 en plongée (19 km/h)
- Autonomie : 15/22 jours

4 sous-marins de "série XV"  ont été construits avant la fin de la Seconde Guerre mondiale (M-200 à M-203), 11 autres ont été réalisés après (M-204 à M-206 , M-214 à M-2019, M-234 et M-235), jusqu'en 1953. Le bateau de tête a été posé le 31 mars 1940 au chantier naval de Gorky et le 4 février 1941, il a été mis à l'eau.
L'autonomie de navigation est passée à 15 jours, l'autonomie de croisière en surface(3 000 miles), en position immergée (85 miles). L'augmentation de la longueur à 49,5 mètres a conduit à une augmentation de la vitesse de surface à 14-15,5 nœuds, cependant, la vitesse sous-marine a même diminué (de 7-8 nœuds pour la série XII à 7-6 nœuds). Dans la proue de la coque, il y a quatre tubes lance-torpilles de 533 mm.

### Articles externes
- (en) Malyutka-class submarine - Site uboat.net